# Villahermosa, Kastilien-La Mancha
Villahermosa är en kommun i Spanien.   Den ligger i provinsen Provincia de Ciudad Real och regionen Kastilien-La Mancha, i den centrala delen av landet, 190 km söder om huvudstaden Madrid. Antalet invånare är 2 180. Arean är 363 kvadratkilometer. Villahermosa gränsar till Alhambra, Villanueva de la Fuente, Montiel, Fuenllana, Carrizosa, Ossa de Montiel och El Bonillo. 
Terrängen i Villahermosa är platt.